# Vegadeo
Vegadeo (Eonavian: Veiga d'Eo) là một đô thị trong cộng đồng tự trị của Công quốc Asturias, Tây Ban Nha.

## Nhân khẩu
Bản mẫu:Nhân khẩu 5col